# Абран
Абран (порт. Abrã)  — район (фрегезія) в Португалії, входить в округ Сантарен. Є складовою частиною муніципалітету  Сантарен. Входить в економіко-статистичний субрегіон Лезірія-ду-Тежу, який входить в Рібатежу. Населення становить 1221 людина на 2001 рік. Займає площу 22,42 км². 
Покровителем району вважається Свята Маргарита (порт. Santa Margarida). 

## Історія
Район заснований 1621 року 